# دهستان بهنام وسط جنوبی
دهستان بهنام وسط جنوبی دهستانی در بخش جوادآباد شهرستان ورامین، استان تهران در ایران است. براساس سرشماری مرکز آمار ایران در سال ۱۳۸۵، جمعیت آن ۶۱۵۲ نفر (۱۵۱۴ خانوار) بوده‌است.